# Correbidia similis
Correbidia similis är en fjärilsart som beskrevs av Rothschild 1912. Correbidia similis ingår i släktet Correbidia och familjen björnspinnare. Inga underarter finns listade i Catalogue of Life.